# Переулок Асташкина (Одесса)
Переулок Асташкина — короткая (90 м) улица в Одессе, в историческом центре города, связывает улицу Асташкина со Старопортофранковской улицей.

## История
Известен с 20 сентября 1902 года. До 1971 года Провиантский переулок.
Современное название в честь Героя Советского Союза Михаила Егоровича Асташкина, летчика-истребителя 69-го истребительного авиаполка, повторившего 14 сентября 1941 года подвиг Гастелло в небе под Одессой.

## Достопримечательности
д. 1 — Доходный дом А. Эдике (XIX в., архитектор Плоновский И. И.)

д. 3 — Доходный дом С. Лазариди (I—II трети XIX в.)